# Diarsia intermixta
Diarsia intermixta är en fjärilsart som först beskrevs av Achille Guenée 1852a.  Diarsia intermixta ingår i släktet Diarsia och familjen nattflyn. Inga underarter finns listade i Catalogue of Life.

## Bildgalleri

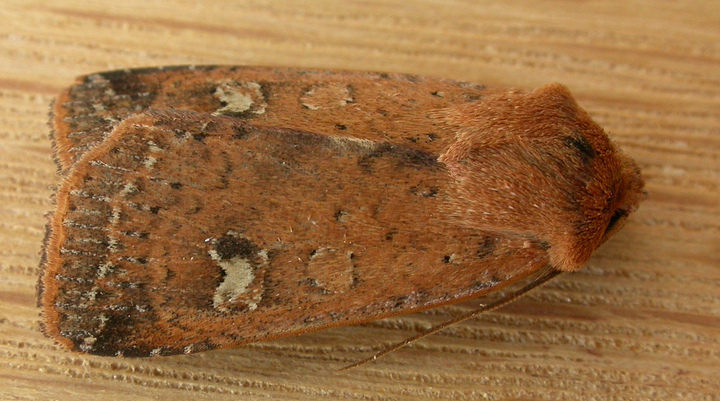